# Paecará
Paecará oficialmente Pae Cará é um bairro do distrito de Vicente de Carvalho, um dos maiores da cidade brasileira de Guarujá, no litoral do Estado de São Paulo. Faz divisa com os bairros Vila Áurea, Parque Estuário, Jardim Monteiro da Cruz, Jardim Cunhambebe e Vila Alice, entre outros.
Sua população é de 26.054 habitantes. A População masculina, representa 12.509 hab, e a população feminina, 13.545 hab.